# Erioptera evergladea
Erioptera evergladea är en tvåvingeart som beskrevs av Alexander 1933. Erioptera evergladea ingår i släktet Erioptera och familjen småharkrankar. Inga underarter finns listade i Catalogue of Life.